# Tom McCleister
Tom McCleister (New York, 26 maggio 1949) è un attore statunitense.

## Biografia
È conosciuto per il ruolo di Rudy in Un piedipiatti e mezzo (1993). Nello stesso anno è apparso in un episodio della serie televisiva Star Trek: Deep Space Nine, dove ha interpretato la parte di Kolos. Altre sue apparizioni cinematografiche includono Prima di mezzanotte (1988), I gemelli (1988), Pazzi in Alabama (1999), Grand Theft Parsons (2003). Nel 2004 ha interpretato un avvocato nel film Million Dollar Baby, diretto da Clint Eastwood.

## Filmografia

### Cinema
- I gemelli (Twins), regia di Ivan Reitman (1988)
- Prima di mezzanotte (Midnight Run), regia di Martin Brest (1988)
- Fletch - Cronista d'assalto (Fletch Lives), regia di Michael Ritchie (1989)
- Un piedipiatti e mezzo (Cop and a Half), regia di Henry Winkler (1993)
- Pazzi in Alabama (Crazy in Alabama), regia di Antonio Banderas (1999)
- Everything Put Together (Tutto sommato) (Everything Put Together), regia di Marc Forster (2000)
- Lost Souls - La profezia (Lost Souls), regia di Janusz Kaminski (2000)
- Amici x la morte (Cradle 2 the Grave), regia di Andrzej Bartkowiak (2003)
- Grand Theft Parsons, regia di David Caffrey (2003)
- L'invidia del mio migliore amico (Envy), regia di Barry Levinson (2004)
- Million Dollar Baby, regia di Clint Eastwood (2004)

### Televisione
- Star Trek: Deep Space Nine - serie TV, episodio 1x07 (1993)
- Sposati con figli (Married with Children) - serie TV, 18 episodi (1994-1997)
- Una fortuna da cani (You Lucky Dog), regia di Paul Schneider – film TV (1998)
- CSI - Scena del crimine (CSI: Crime Scene Investigation) - serie TV, episodio 1x08 (2000)
- Angel – serie TV, episodio 2x21 (2001)
- Crossing Jordan - serie TV, 4 episodi (2001-2002)
- NCIS - Unità anticrimine (NCIS) – serie TV, episodio 1x12 (2004)
- Bones - serie TV, episodio 1x19 (2006)
- Cold Case - Delitti irrisolti (Cold Case) - serie TV, episodio 4x19 (2007)
- Banshee - La città del male (Banshee) - serie TV, episodio 1x01 (2013)

## Doppiatori italiani
Nelle versioni in italiano delle opere in cui ha recitato, Tom McCleister è stato doppiato da:
- Ambrogio Colombo in Un piedipiatti e mezzo
- Renato Cecchetto in CSI -Scena del crimine
- Emidio La Vella in Million Dollar Baby
- Gerolamo Alchieri in NCIS - Unità anticrimine
- Oliviero Dinelli in Cold Case - Delitti irrisolti